# Cung điện ở Ławica
Cung điện ở Ławica (tiếng Ba Lan: Pałac w Ławicy) là một trong những cung điện nổi tiếng được xây dựng vào thế kỷ 18. Theo quyết định của Ban Bảo tồn di tích cấp tỉnh ngày 30 tháng 11 năm 1994, công trình kiến trúc này được đưa vào danh sách di tích. Hiện tại, trong khuôn viên của cung điện, có các căn hộ được cho thuê. Ngoài ra, đây còn là nơi tổ chức các cuộc triển lãm giới thiệu về lịch sử của trang trại và khuôn viên xung quanh.
Cung điện được xây dựng vào thế kỷ 18 và lần đầu tiên được nhắc đến là vào năm 1830. Vào năm 1886, chủ sở hữu lúc bấy giờ - Rudolph Schölle quyết định xây dựng lại cung điện. Từ năm 1905, cung điện thuộc sở hữu của Caesar Schöller. Đây chủ yếu là nơi sinh sống của các thanh tra và tổng quản lý trang trại.

## Kiến trúc
Đây là một cung điện được xây dựng theo chủ nghĩa chiết trung, với những nét đặc trưng vốn có của phong cách tân Phục hưng và tân Baroque. Cung điện được làm bằng đá, gạch và trát vữa, nằm trên một mặt phẳng hình chữ nhật và có một tầng hầm. Cả cung điện được bao phủ bởi một mái nhà có bản lề với các cửa sổ nhỏ.